# Marcos Tamoyo
Marcos Tito Tamoyo da Silva (Rio de Janeiro, 7 de setembro de 1926 — 17 de abril de 1981) foi um político brasileiro.

## Biografia
Fez o curso ginasial no Externato São José e o complementar de engenharia, no Colégio Santo Inácio. Formado em Engenharia Civil pela Escola Nacional de Engenharia em 1949 e engenheiro rodoviário pelo curso de pós-graduação da Escola Nacional de Engenharia em 1952.
Obteve grande experiência na realização de importantes obras na cidade do Rio de Janeiro. Iniciou sua atuação como topógrafo da Secretaria de Obras da Prefeitura do Distrito Federal, em 1947, e como engenheiro da mesma prefeitura em 1950. Durante a década de 60 participou do governo de Carlos Lacerda, colaborando na fiscalização e direção de importantes obras. Atuou na Superintendência de Saneamento (SURSAN) como engenheiro do Serviço de Obras da Divisão de Túneis, engenheiro chefe da Divisão de Túneis em 1961, diretor do Departamento de Urbanização (onde se destacou na conclusão das obras do túnel Santa Bárbara) e assistente técnico da presidência, em 1963, até ser nomeado pelo então governador do extinto estado da Guanabara, Secretário de Obras Públicas e Presidente da SURSAN.
Em 1969 filiou-se ao MDB. Foi o primeiro prefeito do Rio de Janeiro após a fusão da Guanabara com o antigo estado do Rio de Janeiro, tendo sido nomeado em 1975 pelo então governador Floriano Peixoto Faria Lima, e governou até 1979.
Conhecido como o "Prefeito da educação no Brasil", construiu 54 escolas e reformou outras tantas. Construiu o Riocentro, passando a cidade a contar com um local para congressos, seminários e feiras. Construiu o Arquivo Municipal, único então no Brasil executado especialmente com a finalidade de guardar em condições técnicas adequadas o relevante acervo da história da cidade. Concluiu o Parque do Flamengo, com a construção da Marina da Glória e o Restaurante do Parque do Flamengo e construiu a Cidade das Crianças. Executou a duplicação e iluminação das Avenidas Sernambetiba, Prefeito Mendes de Morais e Estrada dos Bandeirantes, além do Autódromo de Jacarepaguá, o viaduto São Sebastião, sobre a Avenida Presidente Vargas, e o conjunto de elevados e vias expressas interligando o túnel Santa Bárbara ao Cais do Porto, com a desapropriação de mais de 1.400 imóveis no Catumbi, possibilitando implantar o Sambódromo de maneira provisória, realizando o primeiro desfile das Escolas de Samba em 1979, sem interrupção do trânsito. A prefeitura passa a ter uma sede condigna com a aquisição da ex-Embaixada Inglesa na Rua São Clemente, em Botafogo, e por Tamoyo foi designada, a partir daí, como Palácio da Cidade.
Na área da saúde, concluiu a construção e equipando o Hospital Salgado Filho, no Méier, e construiu o novo setor de emergência do Hospital Miguel Couto. Em 1976 ingressou na ARENA. Em 1979, participou da organização do Partido Democrático Social (PDS) no estado do Rio de Janeiro.
Foi casado com Maria Isabel Tamoyo da Silva, com quem teve duas filhas. Faleceu no Rio de Janeiro no dia 17 de abril de 1981.